# Parafia św. Jana Chrzciciela w Wyszehradzie
Parafia św. Jana Chrzciciela w Wyszehradzie – parafia rzymskokatolicka, administracyjnie należąca do archidiecezji ostrzyhomsko-budapeszteńskiej, znajdująca się w dekanacie Esztergom. 